# Liste der Asteroiden, Nummer 58501 bis 59000
Die nachfolgende Tabelle enthält eine Teilliste der Asteroidenübersicht. Die in der ersten Spalte aufgeführten Ziffern geben die Reihenfolge ihrer endgültigen Katalogisierung an, dienen als Identifikationsnummer und gelten als Bestandteil des Namens.
Die Hintergrundfarbe gibt den Orbittyp an:
| Hauptgürtelasteroid innerhalb der 3:1-Kirkwoodlücke bei 2,50 AE              |
| Hauptgürtelasteroid zwischen der 3:1-Kirkwoodlücke und der 5:2-Kirkwoodlücke |
| Hauptgürtelasteroid außerhalb der 5:2-Kirkwoodlücke bei 2,82 AE              |
| Erdnaher Asteroid vom Amor-Typ                                               |
| Erdnaher Asteroid vom Apollo-Typ                                             |
| Erdnaher Asteroid vom Aten-Typ                                               |
| Erdnaher Asteroid vom Atira-Typ                                              |
| Mars-Trojaner                                                                |
| Jupiter-Trojaner                                                             |
| Neptun-Trojaner                                                              |
| Zentauren                                                                    |
| Transneptunisches Objekt                                                     |

Besondere Merkmale sind durch Umrandung gekennzeichnet:
| Marsbahnkreuzer. Hauptgürtelasteroid mit einem Perihel kleiner als das Perihel des Mars (1,381 AE)                                   |
| Marsbahngrazer. Hauptgürtelasteroid mit einem Perihel größer als das Perihel des Mars aber kleiner als das Aphel des Mars (1,666 AE) |
| Potenziell gefährlicher Asteroid (Hintergrund-Farbe gemäß Orbittyp)                                                                  |
| Zwergplanet |

## Asteroiden Nummer 58501 bis 59000
| 58501–58600 | 58601–58700 | 58701–58800 | 58801–58900 | 58901–59000 |
| ----------- | ----------- | ----------- | ----------- | ----------- |

| Nummer und Name    | Große Halbachse (in AE) | Quelle    | Datum der Entdeckung | Entdecker                     |
| ------------------ | ----------------------- | --------- | -------------------- | ----------------------------- |
| (58607) Wenzel     | 2,2560                  | JPL-Daten | 19. Oktober 1997     | Jana Tichá, Miloš Tichý       |
| (58671) Diplodocus | 2,4648                  | JPL-Daten | 25. Dezember 1997    | Cynthia Gustava, Keith Rivich |
| (58709) Zenocolò   | 3,2343                  | JPL-Daten | 14. Februar 1998     | Luciano Tesi, Giuseppe Forti  |
| (58892) 1998 HP148 | 3,1368                  | JPL-Daten | 25. April 1998       | Eric Walter Elst              |
| (58896) Schlosser  | 2,7183                  | JPL-Daten | 15. Mai 1998         | Starkenburg-Sternwarte        |